# 安妮卡·德赖斯
安妮卡·德赖斯（英語：Annika Dries，1992年2月10日—），美国女子水球运动员。她曾代表美国国家队参加2012年夏季奥林匹克运动会女子水球比赛，结果获得一枚金牌。